# Esmalte azul

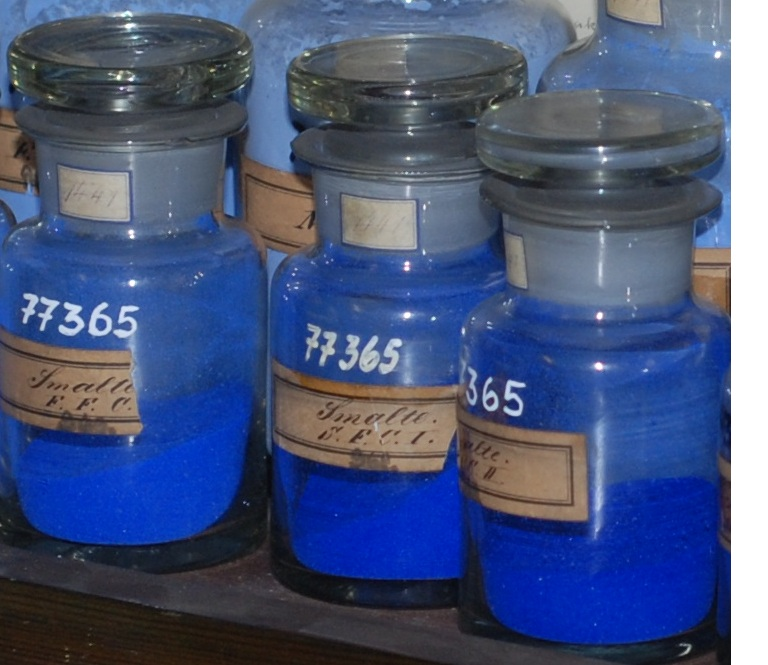
Smalte (esmalte azul), Colección histórica de colorantes de la Universidad Técnica de Dresde (Alemania)

Esmalte azul, esmaltín o esmaltina es el nombre del pigmento usado para obtener el color del mismo nombre. Este pigmento es artificial, y se obtiene por la cocción cerámica del mineral diarseniuro de cobalto (o Escuterudita) con cuarzo (arena) y potasa. El vitrificado resultante (o "frita") se pulveriza. Este pigmento fue ampliamente usado en Europa como sustituto relativamente asequible al azul ultramar.
El nombre procede probablemente de su origen cerámico. 
Fue sustituido por el Azul de Cobalto. En la actualidad se fabrica en cantidades mínimas con fines de restauración.

## Composición y usos
El pigmento esmaltina es un polvo azul transparente y estable que fue utilizado discontinuamente desde la antigüedad, quizá siendo redescubierto o transmitido de algún modo, hasta el siglo XIX, pero que hoy se encuentra prácticamente en desuso. 
Su fórmula química es imprecisa, es un pigmento inorgánico que contiene entre un 2% y un 18% de óxido de cobalto y 66% y 72% de sílice. El contenido de potasio varía entre el 10% y el 21%. Las impurezas pueden incluir óxidos de cobre, magnesio, sodio, níquel, manganeso y bario.
La escuterudita de cobalto tostada se convierte en óxido de cobalto, que se funde con cuarzo y potasa para producir vidrio. Se vierte en agua fría, donde se rompe en pequeñas partículas que después se muelen. Según Pacheco no conviene triturarlo muy fino.
El esmalte azul fue apreciado por su color y su precio asequible, frente al prohibitivo azul ultramar. 
Sin embargo, si se manipula mal, o simplemente con el tiempo, después de ser mezclado con el óleo, su color se desvanece hacia un gris azulado por migración del cobalto hacia la matriz de aceite endurecido. Parece que un proporción de potasio mayor de 1/1 evita esa pérdida de cobalto y por tanto de color.

## Historia
Desde Beckmann se atribuye el descubrimiento de la esmaltina a Christof Schürer, entre 1540 y 1560. Se han descubierto en cambio pinturas anteriores que incluían el pigmento (de Dirck Bouts o Giovanni Bellini). Para algún autor el origen estaría en el cristal veneciano, o en alguna conexión con las tradiciones medio orientales. Los egipcios utilizaron colores cerámicos con cobalto pero no como pigmentos, y no está claro que ese sea el origen del esmalte azul. 
Este pigmento se utilizó entre los siglos XV y XVIII como sustituto del ultramar, y a menudo en combinación con él. Pacheco recomienda usarlo de fondo, y hacer las veladuras por encima con ultramar, ya que, entre otras cosas, la esmaltina tiene el grano mucho más grueso. Para el fresco recomienda usar sólo el ultramar en secco, por encima de la pared ya fraguada, sobre un fondo del color más económico. 
Con el surgimiento de los azules de cobalto propiamente dichos éste color cayó en desuso. En la actualidad se produce con fines de restauración.
El esmalte azul se encuentra en obras de pintores como Tiziano, Tintoretto, Vermeer, Rembrandt, El Bosco, Rubens, su discípulo Van Dyck, Brueghel el Viejo, Murillo y Velázquez.

## Nomenclatura

### Denominación en elÍndice internacional del color
- Pigment Blue 32, PB 32
- CI 77365[8]

### Nombres en otros idiomas
- En alemán: smalte.
- En francés: smalt.
- En inglés: smalt (ver Cobalt glass).
- En italiano: blu di smalto.
- En catalán, esmalt.[9]